# Collegio uninominale Emilia-Romagna - 16
Il collegio elettorale uninominale Emilia-Romagna - 16 è stato un collegio elettorale uninominale della Repubblica Italiana per l'elezione della Camera dei deputati tra il 2017 ed il 2022.

## Territorio
Come previsto dalla legge elettorale italiana del 2017, il collegio era stato definito tramite decreto legislativo all'interno della circoscrizione Emilia-Romagna.
Era formato dal territorio di 14 comuni: Bagnara di Romagna, Bertinoro, Brisighella, Casola Valsenio, Castel Bolognese, Cotignola, Faenza, Forlì, Forlimpopoli, Meldola, Modigliana, Riolo Terme, Solarolo e Tredozio.
Il collegio era quindi compreso tra la provincia di Forlì-Cesena e la provincia di Ravenna.
Il collegio era parte del collegio plurinominale Emilia-Romagna - 01.

## Eletti
In corsivo sono indicati gli anni in cui sono intercorsi cambiamenti non avvenuti tramite elezioni.
| Elezione | Elezione | Deputato      | Partito             |
| -------- | -------- | ------------- | ------------------- |
|          | 2018     | Marco Di Maio | Partito Democratico |
|          | 2019     | Marco Di Maio | Italia Viva         |

## Dati elettorali

### XVIII legislatura
Come previsto dalla legge elettorale, 232 deputati erano eletti con sistema a maggioranza relativa in altrettanti collegi uninominali a turno unico.
| Candidati              | Candidati               | Voti    | %     | Liste                           | Voti    | %     |
| ---------------------- | ----------------------- | ------- | ----- | ------------------------------- | ------- | ----- |
|                        | Marco Di Maio ✔️ Eletto | 48 473  | 32,70 | Partito Democratico             | 42 172  | 28,45 |
| +Europa                | Marco Di Maio ✔️ Eletto | 48 473  | 32,70 | 4 294                           | 2,90    |       |
| Italia Europa Insieme  | Marco Di Maio ✔️ Eletto | 48 473  | 32,70 | 1 239                           | 0,84    |       |
| Civica Popolare        | Marco Di Maio ✔️ Eletto | 48 473  | 32,70 | 768                             | 0,52    |       |
|                        | Andrea Cintorino        | 46 101  | 31,10 | Lega                            | 26 634  | 17,97 |
| Forza Italia           | Andrea Cintorino        | 46 101  | 31,10 | 13 714                          | 9,25    |       |
| Fratelli d'Italia      | Andrea Cintorino        | 46 101  | 31,10 | 4 834                           | 3,26    |       |
| Noi con l'Italia - UDC | Andrea Cintorino        | 46 101  | 31,10 | 919                             | 0,62    |       |
|                        | Annamaria De Bellis     | 40 249  | 27,15 | Movimento 5 Stelle              | 40 249  | 27,15 |
|                        | Arianna Marchi          | 6 233   | 4,20  | Liberi e Uguali                 | 6 233   | 4,20  |
|                        | Sara Gazzoni            | 1 660   | 1,12  | Il Popolo della Famiglia        | 1 660   | 1,12  |
|                        | Denis Valenti           | 1 443   | 0,97  | Partito Comunista               | 1 443   | 0,97  |
|                        | Lorenzo Ghetti          | 1 268   | 0,86  | Potere al Popolo!               | 1 268   | 0,86  |
|                        | Alessandro Partisani    | 850     | 0,57  | CasaPound                       | 850     | 0,57  |
|                        | Luigi Ascanio           | 842     | 0,57  | PRI - ALA                       | 842     | 0,57  |
|                        | Giulia Piolanti         | 835     | 0,56  | Italia agli Italiani            | 835     | 0,56  |
|                        | Stefano Falai           | 279     | 0,19  | Per una Sinistra Rivoluzionaria | 279     | 0,19  |
| Totale                 | Totale                  | 148 233 | 100   |                                 | 148 233 | 100   |
|                        |                         |         |       |                                 |         |       |
| Voti non validi        | Voti non validi         | 3 750   | 2,47  |                                 |         |       |
| Votanti                | Votanti                 | 151 983 | 78,93 |                                 |         |       |
| Elettori               | Elettori                | 192 552 |       |                                 |         |       |